# Usman Usmanow
Usman Usmanow (ros. Усман Усманов; ur. 26 października 1995) – rosyjski lekkoatleta specjalizujący się w skoku wzwyż. 
W 2011 został wicemistrzem świata juniorów młodszych.
Rekord życiowy: stadion – 2,18 (16 czerwca 2013, Kazań); hala – 2,16 (6 grudnia 2015, Kineszma). 

## Osiągnięcia
| Rok  | Impreza                               | Miejsce         | Pozycja           | Wynik |
| ---- | ------------------------------------- | --------------- | ----------------- | ----- |
| 2011 | Mistrzostwa świata juniorów młodszych | Lille Metropole | 2. miejsce        | 2,13  |
| 2013 | Mistrzostwa Europy juniorów           | Rieti           | el. – 22. miejsce | 2,03  |